# بريتازينيل
بريتازينيل (بالإنجليزية: Bretazenil)‏ مشتق من البنزوديازيبين و فلومازينيل وهو عقار طويل المفعول يستخدم لعلاج القلق، و يساعد علي ارتخاء العضلات. 

## الآثار الجانبية
- العدوان (سلوك موجه لإيذاء الآخرين عمداً)
- فقدان الذاكرة (عدم تذكر المعلومات)
- الغثيان (رغبة غير إرادية في التقيؤ)
- أمراض الكبد
- تلف الدماغ (هي تدمير خلايا المخ)